# Il castello errante di Howl (romanzo)
Il castello errante di Howl (Howl's Moving Castle) è un romanzo fantasy del 1986 scritto dalla britannica Diana Wynne Jones, candidato al Boston Globe–Horn Book Award nell'anno di pubblicazione e vincitore del Premio Phoenix nel 2006. Dall'opera è stato tratto il film d'animazione Il castello errante di Howl sceneggiato e diretto da Hayao Miyazaki.
Il libro (composto da 21 capitoli e una nota esplicativa finale) è il primo di una trilogia che comprende Il castello in aria (1990) e La casa per Ognidove (2008), nei quali alcuni personaggi de Il castello errante di Howl compaiono in ruoli di supporto. L'idea da cui nacque il volume fu suggerita alla Jones da uno studente che incontrò durante una sua visita presso una scuola, il quale le chiese di scrivere un romanzo intitolato The Moving Castle.

## Trama
La vicenda è ambientata nel regno di Ingary, un mondo simile al nostro in cui esiste la magia e in cui essere il primogenito di tre fratelli è considerata una sfortuna piuttosto grossa. La diciottenne Sophie vive nella prospera cittadina di Market Chipping insieme al padre, proprietario di un negozio di cappelli, alla matrigna e alle due sorelle minori. Alla morte del padre, la sua seconda moglie Fanny si premura di procurare un praticantato alle ragazze: a Sophie rimane in gestione l'attività paterna, le sorelle Lettie e Martha vengono mandate rispettivamente a lavorare l'una (Lettie) presso la pasticceria Cesari a Piazza del Mercato, l'altra (Martha) come tirocinante della strega Annabel Fairfax a Valle del Folding.
Convinta in quanto primogenita di essere destinata ad una vita monotona, Sophie passa le sue giornate a parlare con i cappelli che confeziona, rassegnata al suo destino. Trova un po' di sollievo nell'ascolto dei pettegolezzi delle clienti. Si vocifera, infatti, che la temibile Strega delle Terre Desolate abbia minacciato la vita della figlia del Re e che il sovrano abbia dato l'ordine al mago di corte Suliman di andare nelle Terre Desolate per trattare con lei; sembra, però, che la missione sia fallita e che la Strega abbia ucciso Suliman. Così, quando un alto castello nero è apparso all'improvviso sulle colline di Market Chipping, tutti hanno pensato che la Strega fosse di nuovo uscita dal suo territorio per spaventare l'intero Paese, ma ben presto si è sparsa la notizia che il castello appartiene a un altro mago chiamato Howl, giovane dalla pessima fama che si diverte a collezionare belle ragazze, delle quali a volte si dice arrivi a mangiarne il cuore. Le settimane passano, forse anche i mesi, e nuovi pettegolezzi si diffondono in città. In seguito alla sparizione del mago Suliman, il Re ha litigato con suo fratello minore, il principe Justin, il quale era dunque partito da solo alla ricerca dell'amico scomparso. Dall'altra parte, il castello sulla collina viene avvistato sempre più spesso e si dice che Howl abbia irretito una ragazza della valle.
Nel giorno della Festa del May Day, Sophie decide finalmente di ritagliarsi del tempo per sé andando a trovare Lettie. Nella folla che riempie Piazza del Mercato s'imbatte in un affascinante giovane uomo che le propone di accompagnarla, ma la ragazza rifiuta timidamente. Arrivata in pasticceria, Sophie scopre che Lettie e Martha si sono scambiate di posto poiché la prima (Lettie) desidera apprendere le arti magiche, al contrario della seconda (Martha) che sogna di sposarsi e avere dieci figli. 
Qualche sera dopo, al negozio entra una bella ed elegante cliente che si presenta come la Strega delle Terre Desolate. La donna minaccia una confusa Sophie di non intromettersi in cose che non la riguardano e non osare mettersi in competizione con lei, dopodiché lascia il negozio avvertendo la ragazza che non sarà in grado di dire a nessuno di essere vittima di un sortilegio. Rimasta sola, Sophie scopre di essere stata trasformata in una novantenne; decide allora di lasciare il negozio e andare in cerca di fortuna. Inerpicandosi sulle colline, Sophie s'imbatte in una serie di strambi incontri: dapprima uno spaventapasseri la cui testa di rapa è stata staccata, e poi un povero cane con un bastone legato alla coda. In entrambi i casi la vecchia Sophie aiuta i due sventurati, accompagnando i suoi gesti con delle parole di augurio per il futuro. Fattosi ormai buio, Sophie incappa nel famigerato castello di Howl: pur ricordandosi delle voci secondo cui il mago mangia il cuore e ruba l'anima delle giovani donne, considerato il suo stato attuale decide di entrarvi per avere un po' di riparo e calore.
Sulla soglia incontra Michael Fisher, giovane apprendista di Howl, che accetta di ospitarla per una notte fino al ritorno del mago. Ravvivando il fuoco nel camino, Sophie scopre che si tratta di un demone, Calcifer, con il quale stringe un patto: se lei reciderà il contratto che lo lega indissolubilmente a Howl, lui spezzerà il sortilegio impostole dalla Strega delle Terre Desolate. Così come Sophie, né Calcifer né Howl possono parlare apertamente del vincolo che li lega, ma il demone promette alla vecchia di darle degli indizi. Il mattino successivo Howl torna al castello e, notando Sophie, ha l'impressione di averla già vista (infatti era lui l'uomo che aveva incontrato alla Fiera), ma lei nega e si offre come domestica, in modo da avere il tempo necessario per pensare a come risolvere il patto con Calcifer. Inizialmente Howl mostra il lato egocentrico e disonesto di sé, rivelando di aver diffuso lui stesso le voci sulla sua presunta malvagità per non avere vincoli di alcun genere e sfuggire a qualsiasi tipo di responsabilità, inoltre ha una natura vigliacca e sta facendo di tutto per tenersi lontano da una persona molto potente alla quale ha recato un'offesa.
Sophie capisce che l'entrata del castello è in realtà un portale che attraverso un pomello di quattro colori conduce in altrettanti luoghi diversi dove in ognuno il mago è conosciuto con diversi nomi: Mago Howl a Market Chipping, Stregone Jenkins nella città costiera di Porthaven, Mago Pendragon nella capitale reale di Kingsbury e infine la casa d'infanzia del mago in Galles dove nacque con il nome di Howell Jenkins. 
Mentre Michael si occupa della maggior parte delle commissioni e affari di Howl, quest'ultimo passa intere giornate a corteggiare giovani donne per poi abbandonarle una volta che si innamorano di lui; dopotutto come sottolinea Calcifer, Howl non ha un cuore. Con suo grande disappunto, Sophie viene a scoprire che la ragazza della valle che il mago sta corteggiando da mesi è sua sorella Lettie, apprendista della strega Annabel Fairfax; intanto il giovane Michael si è innamorato, ricambiato, di Martha, che lavora alla pasticceria. In seguito alla scoperta Sophie diviene sempre più prepotente ed autoritaria nei confronti di Howl, riversando il suo malumore nelle faccende di casa, rassettando e pulendo ovunque, ficcando il naso dove non dovrebbe e spesso combinando pasticci buttando o spostando cose. 
Il Re ordina ufficialmente a Howl di rintracciare suo fratello e il mago Suliman, e di uccidere la Strega delle Terre Desolate, ma Howl ha un buon motivo per voler evitare un confronto con lei: in passato la Strega è stata sua amante, e quando Howl la lasciò lei si vendicò scagliandogli contro una maledizione a cui riuscì a sfuggire solo perché non sapeva il suo vero nome. Da allora la temibile Strega è sulle sue tracce e Howl cerca in ogni modo di nascondersi. 
Durante il suo addestramento, il giovane Michael incontra difficoltà nel risolvere un incantesimo, ma al suo rientro Howl scopre che il foglio è la pagina di un famoso libro di poesie proveniente dal suo mondo: infatti, sempre più irritata dalle sue continue uscite, Sophie aveva aperto la porta che dava verso il pomello nero (l'ingresso da cui solo il mago poteva andare e venire) causando probabilmente lo scambio tra i due mondi. Costretto ad andare a recuperare l'incantesimo originale, Howl si porta dietro sia la vecchia e curiosa Sophie che il giovane Michael. Tra i vari personaggi di cui faranno conoscenza, incontriamo la maestra Lily Angorian, della quale Howl s'innamora seduta stante dimenticando per sempre Lettie. Nella stessa occasione, in modo del tutto inaspettato, la maledizione della Strega delle Terre Desolate raggiunge Howl sotto forma di una profezia che si dovrà realizzare al compimento dei 10 000 giorni di vita di Howl, ovvero il 24 giugno, giorno di San Giovanni.
Deciso più che mai a concentrare le sue forze per sfuggire alla profezia, Howl tenta di rifiutare l'incarico affidatogli dal Re chiedendo a Sophie di fingersi sua madre e andare a parlare direttamente al sovrano per screditarlo, ma Sophie si ritrova ad elogiare doti del mago che non sapeva neanche di ammirare, ottenendo l'effetto opposto di far nominare Howl nuovo mago di corte. Mentre è nella capitale, Sophie incontra nuovamente la Strega delle Terre Desolate, che la informa di aver appena ucciso la signora Pentstemmon, vecchia insegnante di Howl, perché ella si è rifiutata di rivelarle il nascondiglio dell'ex allievo. La notizia lascia sconvolta la ragazza, che aveva fatto conoscenza della maga quella stessa mattina: l'anziana donna aveva immediatamente riconosciuto in lei delle doti magiche, e nel corso del loro incontro aveva rivelato all'ignara Sophie la sua capacità di infondere magia agli oggetti a cui parla.
Nonostante i suoi tentativi, le profezie si avverano una dopo l'altra, anche a causa di una maldestra e sempre più gelosa Sophie che non sopporta veder sparire Howl dietro la porta dal pomello nero, sicuramente in visita alla signorina Angorian. In realtà, Howl è vittima anche della maledizione che lui stesso si tirò addosso concludendo il patto con Calcifer, che lo rende incapace di amare veramente qualcuno; per quello tenta sempre incessantemente di innamorarsi. Il tempo stringe e la fine di giugno incombe; anche Calcifer è spaventato, destinato a soffrire con Howl se Sophie non riuscirà a rompere il loro contratto prima che la Strega lo catturi. Ormai la Strega ha scoperto tutte le entrate che portano al castello, perciò con un potente e pericoloso incantesimo Howl muove il castello e Calcifer stesso (la cui presenza si trova effettivamente solo a Porthaven) nella vecchia casa attigua alla cappelleria di Sophie, ormai in vendita. Oltre a Market Chipping, dove su desiderio di Sophie iniziano a vendere fiori, le nuove uscite del castello diventano una bella e ricca tenuta situata alla fine della Valle  una radura più simile ad un rigoglioso giardino, proprio al confine con le Terre Desolate, territorio della Strega. L'unico ingresso a rimanere inalterato è quello verso il Galles.
A questo punto Sophie, grazie a tutti gli indizi ricevuti ha capito che Calcifer fu un tempo una stella cadente, e ora il demone può rivelargli la natura del loro contratto, anche se non come scioglierlo: cinque anni prima nelle paludi di Porthaven, Howl lo catturò e gli propose di mantenerlo in vita, così come vivono gli umani, nessuno dei due sapeva però a cosa sarebbe andato incontro col loro patto: il demone lo fece per gratitudine, il mago perché era dispiaciuto per il suo destino. Una stella, una volta caduta è infatti destinata a morire.
Il trasferimento a Market Chipping rende Sophie sempre più malinconia perché il posto le ricorda casa senza esserlo più e il tempo in cui era giovane e con tutta la vita dinanzi sé. A peggiorare il suo umore sopraggiunge inaspettatamente dall'ingresso col pomello nero la signorina Angorian, che viene ben presto messa bruscamente alla porta dalla vecchia Sophie. Al suo rientro, Howl trova una Sophie ancora più arrabbiata ed aggressiva del solito. Con sua grande disperazione, Sophie si rende conto di essersi innamorata di Howl nonostante la sua condizione di vecchia, di apprezzare la generosità con cui dispensa gratuitamente gli incantesimi alla povera gente e la gentilezza con cui ha accolto lei e Michael in casa propria. Sophie si rende anche conto che Howl sapeva del suo maleficio dal primo momento e ne scaturisce un acceso litigio: secondo Howl, infatti, alla ragazza in fondo piace nascondersi dietro quel travestimento, perché ha provato diverse volte a toglierlo di dosso alla ragazza senza successo. 
Viene l'alba del giorno di San Giovanni e Howl, nel disperato tentativo di tirare Sophie su di morale, fa segretamente in modo che possa ricongiungersi alla sua famiglia. Così uno dopo l'altro, giungono a trovarla la matrigna Fanny (nel frattempo risposatasi), Michael in compagnia di Martha e infine Lettie con la signora Fairfax. Mentre il gruppo è riunito, improvvisamente Calcifer annuncia che la Strega ha trovato la famiglia di Megan, la sorella di Howl, colpendo il mago nel suo punto debole. Quest'ultimo esce come una furia e affronta la Strega in un combattimento nel Galles.
Mentre Howl si trova ancora in Galles, lo spaventapasseri animato (incontrato da Sophie all'inizio della storia) si presenta all'ingresso del castello e rivela al gruppo spaventato il sortilegio della Strega, ma mentre si appresta al racconto, la voce della Strega risuona all'interno del castello: Lily Angorian si trova nella sua fortezza nelle Terre Desolate, e la libererà solo se sarà proprio Howl a venire a prenderla. Sophie, sentendosi in colpa per essere stata scortese con Lily a causa della gelosia, decide di andarla a salvare ma viene a sua volta catturata dalla Strega. Quest'ultima infatti ha distratto Howl in Galles solo per arrivare a Sophie e fare in modo che anche l'ultima profezia si avverasse e Howl fosse finalmente onesto per una volta. Nel frattempo la Strega rivela finalmente il suo piano: creare un fantoccio per governare su Ingary e sedere al suo fianco come Regina. Seduto su trono siede un uomo in uniforme privo di testa che altro non è che una fusione perfetta dei corpi del mago Suliman e del principe Justin: a completarlo manca solo la testa di Howl. Come il mago, anche la Strega ha il suo demone del fuoco e sa bene che basta controllare Calcifer per avere pieno potere sulla volontà di Howl. Ma l'unione troppo prolungata con un demone porta la rovina per entrambe le parti; in più di cento anni, il demone della Strega ha ormai preso completo controllo su quest'ultima e infine decide di lasciarla, così che viene finalmente sconfitta da Howl al suo arrivo. Howl rivela a Sophie che la signorina Angorian è il demone del fuoco della Strega, il cui vero obiettivo è Calcifer: il demone aveva infatti deciso di abbandonare il corpo ormai consumato della Strega per prendere possesso di quello giovane e forte di Howl stesso, ma per farlo ha bisogno di prendere il posto di Calcifer. Sophie si rende orribilmente conto che ad insaputa di Howl, Lily Angorian era riuscita ad entrare ben due volte nel Castello e insieme capiscono che probabilmente si trova ancora all'interno nascosta in una chitarra.
Tornando al castello a cavallo di un magico mulinello, Howl è finalmente onesto con Sophie, avverando l'ultima profezia. Pur cercando in tutto quel tempo di scappare dalla Strega, aveva fatto in mondo di usare la maledizione stessa per avvicinarsi a lei («Io sono un codardo, e l'unico modo per costringermi a fare qualcosa di cui ho paura è dirmi che non la farò!»), inoltre contava proprio sulla gelosia di Sophie per impedire al demone Angorian di avvicinarsi al castello.
Finalmente all'interno, prima di toccare la chitarra, essa esplode e il demone afferra Calcifer stringendo il cuore così forte da far perdere i sensi a Howl.Sophie, utilizzando consapevolmente il proprio potere di animare gli oggetti, ordina a un bastone di picchiare Lily, poi augura a Calcifer di vivere altri mille anni spezzando così il contratto che lo lega a Howl; il demone, finalmente libero, vola fuori dal camino e Sophie rimane con il cuore morbido e pulsante di Howl, dato dal mago come pegno del contratto per mantenere vivo il demone. Sempre usando i suoi poteri, Sophie ordina al cuore di rientrare nel petto di Howl e ricominciare a battere, e nel farlo riacquista finalmente le sue vere sembianze di ragazza.
Howl si riprende e con un incantesimo si impossessa del vecchio cuore nero carbonizzato della Strega, facendo dissolvere nel nulla la signorina Angorian. Nello stesso istante lo spaventapasseri scompare e al suo posto si stagliano due uomini, il mago Suliman e il principe Justin, tornati al loro vero aspetto: precedentemente erano stati fusi in Percival (che rappresentava uno "scarto" del fantoccio creato dalla Strega) a sua volta successivamente trasformato in un cane, lo stesso cane incontrato da Sophie all'inizio della storia. Il mago Suliman, che in tali vesti aveva vissuto accanto a Lettie nei mesi passati, se ne ritrova affascinato e le propone di diventare sua allieva. Howl e Sophie sono troppo intenti a stuzzicarsi e ad ammettere di amarsi per accorgersene, isolati in una bolla di felicità tutta loro, e solo il ritorno di Calcifer, li riporta alla realtà; ora che è libero di andare e venire, Calcifer ha deciso di tornare a stare presso Howl, da quelli che ora considera suoi amici, con la scusa che a Market Chipping tutto sommato sta piovendo.

## Personaggi
Sophie Hatter
diciottenne, è la maggiore delle sorelle Hatter e ha capelli «color del rossiccio dorato della paglia». Essendo la maggiore di tre sorelle, è convinta di essere destinata ad un futuro poco brillante. Un giorno, mentre si occupa della cappelleria del defunto padre, la Strega delle Terre Desolate la maledice trasformandola in un'anziana: lascia dunque il negozio e si rifugia nel castello del mago Howl dove si fa assumere come donna delle pulizie, stringendo segretamente un patto col demone del fuoco Calcifer affinché si aiutino reciprocamente a liberarsi dei legami che gravano su di loro. Ha poca autostima e fiducia in sé stessa, ma una volta assunte le sembianze di una vecchia dimostra di avere una personalità piuttosto forte e determinata; rispettosa e gentile, Sophie tende ad essere impulsiva e si sente spesso in colpa quando fa qualcosa di sbagliato, anche se i suoi tentativi di porre rimedio ai propri errori hanno solitamente un esito disastroso. Sophie ha il potere di dar vita e personalità agli oggetti nel momento in cui parla con loro, sebbene al principio lo utilizzi inconsapevolmente.
Howl
è un misterioso mago solitario di ventisette anni con una pessima reputazione. È conosciuto con diversi pseudonimi: Jenkins lo Stregone a Porthaven, Howl Pendragon (il suo preferito) a Kingsbury, mentre il suo nome di battesimo è Howell Jenkins. Cinque anni prima dell'inizio della storia, Howl strinse un patto col demone del fuoco Calcifer donandogli il suo cuore affinché il demone potesse continuare a vivere, ricevendo in cambio parte dei suoi poteri magici: un patto del genere però indebolisce progressivamente la volontà dell'umano, che viene soggiogato dal demone, con la possibilità che quest'ultimo prenda completamente il sopravvento (com'è accaduto alla Strega delle Terre Desolate). Nonostante sia un codardo, è un mago incredibilmente potente per gli standard di Ingary, tanto da eguagliare la Strega delle Terre Desolate. Howl è descritto come un ragazzo alto dal viso ossuto e sofisticato, gli occhi di un verde che ricorda il vetro di una bottiglia, a cui piace tingersi i capelli e indossare abiti stravaganti. Trascorre almeno due ore in bagno ogni mattina, e Calcifer afferma che «malgrado i suoi capelli color fango, è terribilmente vanesio»; secondo Michael, si capirà che Howl si è innamorato per davvero «solo quando si dimenticherà degli incantesimi di bellezza prima di un incontro amoroso». Quando salva Sophie dalla Strega ha un aspetto trascurato, prova del suo amore sincero verso la ragazza.
Calcifer
è il demone del fuoco che governa il castello. Howl lo descrive come il suo punto debole poiché non denuncerebbe mai la presenza di un eventuale demone estraneo nel castello, anche se avesse intenzioni ostili. È abbastanza scorbutico e meschino (caratteristiche che pare aver acquisito dopo aver trascorso più di cinque anni rinchiuso nell'angusto focolare del castello), ma è anche percettivo e intelligente. Ha una naturale e comprensibile paura dell'acqua, ed è spesso preoccupato che la sua scorta di ciocchi e tronchetti di legno possa finire, dato che essi costituiscono il suo cibo principale. Sophie sembra essere l'unica in grado di costringerlo a fare qualcosa che non vuole fare, un ascendente che sembra avere anche su Howl e, in misura minore, su Michael. Calcifer è il primo ad accorgersi del potere che ha Sophie di dar vita agli oggetti, motivo per cui le dà il permesso di entrare nel castello ed è ansioso di stipulare un patto con lei (dato che se qualcun altro avesse rotto il contratto che egli aveva con Howl, Calcifer sarebbe morto). Dopo essersi inaspettatamente scontrato con la Strega, Howl si vede costretto a modificare le destinazioni del portale e a spostare Calcifer nella casa di Sophie a Market Chipping. In un momento di tranquillità, Calcifer spiega a Sophie come ha conosciuto Howl: i demoni come lui in origine erano stelle cadenti, le quali appunto precipitano dal cielo quando è tempo che muoiano; cinque anni prima Calcifer cadde nelle Paludi di Porthaven e venne catturato dal mago che, impietosito, si offrì di mantenerlo in vita ottenendo come segno di gratitudine alcuni dei suoi poteri. La potente strega Pentstemmon afferma che i demoni come Calcifer «non hanno in sé il concetto di bene e di male».
Strega delle Terre Desolate
è una dei maghi più potenti di tutta Ingary. È stata bandita 50 anni prima dell'inizio della storia dal nonno dell'attuale Re per aver generato caos nel paese. In passato intrattenne una breve relazione con Howl (mentre era travestita da donna giovane e bella) terminata con la fuga del mago, maledetto per questo della Strega affinché vivesse una serie di eventi sfortunati per poi essere costretto a ritornare da lei. È colei che maledice anche Sophie, trasformandola in vecchia, e che rapisce il mago Suliman e il principe Justin per creare l'uomo perfetto, destinato a diventare il nuovo Re di Ingary con a fianco ella stessa come Regina. Ogni volta che appare ha un aspetto diverso: la prima volta è una donna dal viso bello e curato con ordinati riccioli castani, la seconda ha un viso grazioso ma dall'espressione fredda e determinata, con una massa di ricci rossi che le arrivano quasi alla vita, e infine è alta e ossuta con capelli biondi acconciati in una coda attorcigliata che le ricade su una spalla scheletrica. Come Howl, ha donato il suo cuore a un demone e, nell'ultimo capitolo, si scopre che è quest'ultimo a manovrarla.
Michael Fisher
apprendista di Howl, ha compiuto quindici anni a May Day, avvenimento festeggiato da Calcifer con fuochi d'artificio una volta arrivati a Market Chipping. Viveva a Porthaven fino alla morte di entrambi i suoi genitori, ma non potendo pagare l'affitto dovette andarsene e finì per addormentarsi sulla soglia del castello di Howl. Il mago non gli disse di andarsene né di restare, così Michael iniziò a dare una mano di sua spontanea volontà fino a diventarne allievo, gestendo i suoi affari e i risparmi. Viene descritto da Sophie come «un ragazzo alto, moro, con un viso aperto e piacevole, vestito in modo rispettabile».
Lettie Hatter
sorella di mezzo, ha diciassette anni ed è considerata la più bella delle tre sorelle, dagli occhi azzurri e i capelli neri. Dapprima lavora alla pasticceria Cesari, ma preferisce imparare la magia quindi si scambia di posto con Martha. Durante il suo apprendistato dalla strega Annabel Fairfax, Lettie trascorre molto tempo con un cane che si rivela essere Percival, un uomo maledetto dalla Strega delle Terre Desolate. Quando scopre che Sophie è stata trasformata e vive nel castello di Howl, manda il cane per far sì che la protegga dal fascino del mago. In un primo momento Howl tenta di corteggiare Lettie, ma dopo aver scoperto che è la sorella di Sophie le si avvicina per ottenere informazioni su di lei. Alla fine del romanzo diventa l'apprendista dal mago Suliman, col quale viene fatta presagire una futura relazione romantica.
Martha Hatter
la più giovane e brillante delle tre sorelle, è nata dall'unione tra il signor Hatter e la seconda moglie Fanny. È una quindicenne esile, bionda e dai grandi occhi grigi. Sua madre decide di mandarla come apprendista dalla strega Annabel Fairfax, ma si scambia volentieri di posto con Lettie andando a lavorare presso la rinomata pasticceria Cesari, ove viene corteggiata da diversi giovani e incontra il suo innamorato, Michael. Ha l'abitudine di girarsi continuamente i pollici quando dice la verità.
Fanny Hatter
seconda moglie del signor Hatter, era la commessa più giovane e carina della cappelleria. Benché sia la madre solo di Martha, tratta le tre sorelle «senza alcun favoritismo, con la stessa identica dolcezza». Rimasta vedova, sceglie per Lettie e Martha apprendistati promettenti mentre incarica Sophie di gestire il negozio. Poco dopo la misteriosa scomparsa di Sophie, Fanny si risposa con il ricco signor Sacheverell Smith, si trasferisce in una grande villa e vende il negozio di cappelli a Howl. Continua a preoccuparsi per la sorte di Sophie, ed è sollevata e felice quando si ritrovano.
Lily Angorian
È un'attraente e giovane insegnante gallese che abita a Cardiff Road. Ha lucenti capelli corvini che le incorniciano il viso a forma di cuore, dalla carnagione olivastra, e fanno risaltare un paio di enormi occhi scuri. Sostiene di essere la fidanzata di Ben Sullivan, perciò rifiuta le avances di Howl. Alla fine della storia rivela di essere il demone del fuoco della Strega delle Terre Desolate e cerca di impossessarsi del cuore di Howl, ma quando il cuore della Strega viene distrutto, si dissolve nel nulla.
Pentstemmon
talentuosa strega di 86 anni, si presenta come «l'immagine massima della raffinatezza», alta e slanciata, dai lineamenti affilati che ricordano una vecchia aquila, allo stesso tempo affascinante e spaventosa. È stata la maestra della signora Fairfax, di Suliman e Howl (viene inoltre menzionata come l'insegnante di Matilda, la strega di Montalbino, in La casa per Ognidove). Orgogliosa del talento di Howl, suo ultimo e migliore allievo, teme però che possa prendere una brutta china, quindi incoraggia Sophie a spezzare il contratto che lo lega a Calcifer. La donna intuisce che Sophie possiede il dono di dar vita agli oggetti parlandoci, e capisce subito che è vittima di una maledizione. Muore uccisa dalla Strega delle Terre Desolate quando si rifiuta di dirle dove si trova Howl.
Annabel Fairfax
è una strega vedova, ex allieva della signora Pentstemmon. Viene descritta come «una di quelle donne grasse e morbide, dai capelli striati a ciocche di un bianco burro, che ti faceva sentire in pace con il mondo al solo guardarla». È loquace e usa il miele fatto in casa per quasi tutti i suoi incantesimi. Accetta Lettie come sua apprendista e la incoraggia ad accettare il corteggiamento di Howl per diventare sua allieva e migliorare i suoi poteri.
Megan Parry
sorella maggiore di Howl, al quale somiglia molto, soprattutto nella forma del viso, scarno e allungato; tuttavia, ha «grandi occhi blu carichi d'ansia e capelli piuttosto scuri». È infastidita dalle continue fughe del fratello, il quale per rabbonirla (e quando si trova nei guai) le fa spesso visita. Ha un marito, Gareth, e due figli, Neil e Mari.
Re di Ingary
Howl lavora per lui per produrre incantesimi di trasporto. Di bell'aspetto seppur sovrappeso, Sophie lo trova molto giovane e forse un pochino troppo orgoglioso di fare il Re. Quando la Strega minaccia sua figlia Valeria, invia il mago Suliman ad affrontarla. Quando anche suo fratello Justin scompare, incarica Howl di riportarli entrambi indietro e sbarazzarsi della Strega. Nomina Howl nuovo mago di corte, una decisione che crea un certo malumore a Palazzo.
Principe Justin
è il fratello minore del re di Ingary, scomparso dopo essersi messo alla ricerca del mago Suliman. Suo fratello lo descrive come un generale brillante e capace, e con le imminenti minacce di guerra che incombono da Terre del Nord ha assolutamente bisogno di lui. Ha un viso dai tratti delicati.
Suliman
è il mago di corte di Ingary. Il suo paese di origine è il Galles, dove era conosciuto con il nome di Benjamin Sullivan. In seguito alle minacce della Strega nei confronti della giovane figlia del Re, prova a ridurre il suo potere piantando molti fiori nelle Terre Desolate, ma viene catturato. Ha il viso squadrato e capelli rossicci.

## Edizioni
- Diana Wynne Jones, Il castello errante di Howl, traduzione di Daniela Ventura, Bologna, Kappalab, 2005, ISBN 9788874710959.
- Diana Wynne Jones, Il castello errante di Howl, traduzione di Daniela Ventura, Bologna, Kappalab, 2013, ISBN 9788898002078.
- Diana Wynne Jones, Il castello errante di Howl. La trilogia, traduzione di Daniela Ventura e Francesca Guerra, Bologna, Kappalab, 2017, ISBN 978-88-98002-89-4.

## Adattamento cinematografico
Dal romanzo è stato tratto il film d'animazione Il castello errante di Howl (2004) scritto e diretto dal regista Hayao Miyazaki, e distribuito in Italia il 9 settembre 2005, in concomitanza con la 62ª Mostra internazionale d'arte cinematografica di Venezia, durante la quale Miyazaki è stato premiato con il Leone d'oro alla carriera; presentato in concorso alla precedente edizione del festival, il film ha ricevuto il Premio Osella per il migliore contributo tecnico. Successivamente ha ottenuto svariati riconoscimenti, tra i quali una candidatura al miglior film d'animazione alla 78ª edizione della cerimonia di premiazione degli Oscar.
La trama di base è sostanzialmente la stessa, ma sono stati apportati molti cambiamenti per rendere la storia più fruibile attraverso il mezzo cinematografico, ad esempio sviluppando temi cari al regista ma solo accennati nel libro (come l'ambientalismo e il pacifismo) e modificando i personaggi dal punto di vista psicologico e talvolta fisico, oppure eliminandone o fondendone alcuni in un personaggio solo.
Gli avvenimenti si svolgono in una nazione fantastica che ricorda l'Alsazia degli anni precedenti alla prima guerra mondiale: molti edifici sono identici a quelli delle città di Colmar e Riquewihr, che Miyazaki ha riconosciuto come fonti d'ispirazione per l'ambientazione del film. L'ambientazione che riecheggia la Vienna imperiale tra il tardo Ottocento e il primo Novecento, nonché le automobili e le macchine da guerra volanti che vi si vedono, tutte mosse dalla forza del vapore, caratterizzano l'opera come appartenente al filone steampunk. Per la costruzione del maniero di Howl, il regista trovò forti ispirazioni nei lavori futuristi di Albert Robida.
Diana Wynne Jones ha espresso un grande apprezzamento verso la pellicola.